# Attagenus cinereus
Attagenus cinereus es una especie de coleóptero de la familia Dermestidae.

## Distribución geográfica
Habita en Namibia y Sudáfrica.